# Campeonato Europeu de Atletismo em Pista Coberta de 2013 - 1500 m feminino
A prova dos 1500 metros feminino do Campeonato Europeu de Atletismo em Pista Coberta de 2013 foi disputada entre 1 e 2 de março de 2013 no Scandinavium em Gotemburgo, Suécia.

## Recordes
Antes desta competição, os recordes mundiais e do campeonato nesta prova eram os seguintes:
|                       | Nome            | Nacionalidade | Tempo     | Local  | Data                    |
| --------------------- | --------------- | ------------- | --------- | ------ | ----------------------- |
| Recorde mundial       | Yelena Soboleva | Rússia        | 3m 58s 28 | Moscou | 18 de fevereiro de 2006 |
| Recorde do campeonato | Doina Melinte   | Roménia       | 4m 02s 54 | Pireu  | 3 de março de 1985      |
| Recorde europeu       | Yelena Soboleva | Rússia        | 3m 58s 28 | Moscou | 18 de fevereiro de 2006 |

## Medalhistas
| Ouro                | Prata               | Bronze                       |
| Abeba Aregawi (SWE) | Isabel Macías (ESP) | Katarzyna Broniatowska (POL) |

## Cronograma
Todos os horários são locais (UTC+2).
| Data       | Hora  | Evento  |
| ---------- | ----- | ------- |
| 1 de março | 19:05 | Bateria |
| 2 de março | 18:05 | Final   |

## Resultados

### Bateria
Qualificação: 2 atletas de cada bateria  (Q) mais os  3 melhores qualificados (q).  
| Posição | Bateria | Atleta                 | Nacionalidade | Tempo   | Notas            |
| ------- | ------- | ---------------------- | ------------- | ------- | ---------------- |
| 1       | 2       | Abeba Aregawi          | Suécia        | 4:11.38 | Q                |
| 2       | 1       | Natalia Rodríguez      | Espanha       | 4:12.25 | Q                |
| 3       | 1       | Laura Muir             | Reino Unido   | 4:12.36 | Q                |
| 4       | 2       | Natallia Kareiva       | Bielorrússia  | 4:12.41 | Q                |
| 4       | 2       | Svetlana Podosenova    | Rússia        | 4:12.41 | q                |
| 5       | 1       | Yelena Soboleva        | Rússia        | 4:12.61 | q                |
| 6       | 1       | Giulia Viola           | Itália        | 4:13.80 | q,               |
| 7       | 2       | Angelika Cichocka      | Polónia       | 4:14.00 |                  |
| 8       | 3       | Isabel Macías          | Espanha       | 4:14.72 | Q                |
| 9       | 3       | Katarzyna Broniatowska | Polónia       | 4:14.78 | Q                |
| 10      | 3       | Anna Shchagina         | Rússia        | 4:14.89 |                  |
| 11      | 1       | Poļina Jeļizarova      | Letônia       | 4:15.10 | Recorde nacional |
| 12      | 3       | Claire Tarplee         | Irlanda       | 4:15.16 |                  |
| 13      | 1       | Danuta Urbanik         | Polónia       | 4:15.29 |                  |
| 14      | 2       | Margherita Magnani     | Itália        | 4:15.85 |                  |
| 15      | 3       | Diana Sujew            | Alemanha      | 4:17.27 |                  |
| 16      | 2       | Silvia Danekova        | Bulgária      | 4:17.62 |                  |
| 17      | 2       | Elina Sujew            | Alemanha      | 4:17.81 |                  |
| 18      | 3       | Charlotte Schönbeck    | Suécia        | 4:18.52 |                  |
| 19      | 1       | Maruša Mišmaš          | Eslovênia     | 4:27.45 |                  |

### Final
A final foi realizada às 18:05 no dia 2 de março de 2013.  

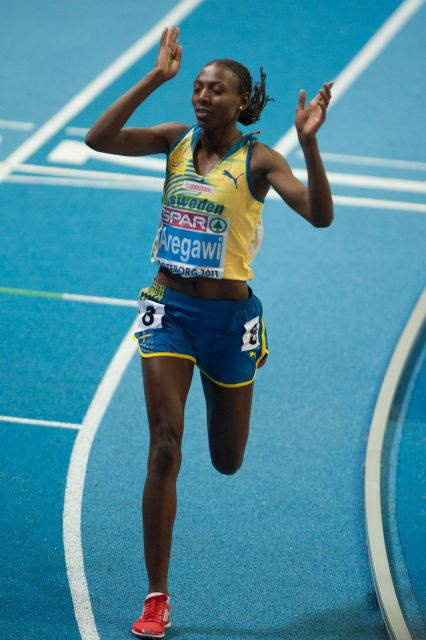
Abeba Aregawi depois de vencer o evento.

| Posição           | Atleta                 | Nacionalidade | Tempo   | Notas |
| ----------------- | ---------------------- | ------------- | ------- | ----- |
| Medalha de ouro   | Abeba Aregawi          | Suécia        | 4:04.47 |       |
| Medalha de prata  | Isabel Macías          | Espanha       | 4:14.19 |       |
| Medalha de bronze | Katarzyna Broniatowska | Polónia       | 4:14.30 |       |
| 4                 | Natallia Kareiva       | Bielorrússia  | 4:15.15 | [ 2 ] |
| 4                 | Svetlana Podosenova    | Rússia        | 4:16.32 |       |
| 5                 | Yelena Soboleva        | Rússia        | 4:16.50 |       |
| 6                 | Giulia Viola           | Itália        | 4:16.83 |       |
| 7                 | Laura Muir             | Reino Unido   | 4:18.39 |       |
| 8                 | Natalia Rodriguez      | Espanha       | DNS     |       |

Legenda
| Recorde mundial       | Recorde mundial (World record)               |                       | Recorde africano                      | Recorde africano (African) |                                           | Q | Classificado por posição (Qualified) |
| Recorde do campeonato | Recorde do campeonato (Championship record)  | Recorde da América    | Recorde da América (Americas)         | q                          | Classificado por melhor tempo (Qualified) |   |                                      |
| Melhor marca do ano   | Melhor marca do ano (World leading)          | Recorde asiático      | Recorde asiático (Asian)              | DNS                        | Não largou (Did not start)                |   |                                      |
| Recorde nacional      | Recorde nacional (National record)           | Recorde europeu       | Recorde europeu (European)            | DNF                        | Não terminou (Did not finish)             |   |                                      |
| Recorde pessoal       | Recorde pessoal do atleta (Personal best)    | Recorde da Oceania    | Recorde da Oceania (Oceania)          | DSQ / DQ                   | Desclassificado (Disqualified)            |   |                                      |
| Recorde da temporada  | Recorde da temporada do atleta (Season best) | Recorde sul-americano | Recorde sul-americano (South America) | NM                         | Sem marca (No mark)                       |   |                                      |